# يوتا كويكي
يوتا كويكي (باليابانية: 小池 裕太) (6 نوفمبر 1996 في توتشيغي في اليابان – )؛ هو لاعب كرة قدم سابق كان يلعب كمدافع.

## وصلات خارجية
- يوتا كويكي على موقع رابطة كرة القدم اليابانية للمحترفين (اليابانية)
- يوتا كويكي على موقع إي إس بي إن إف سي (الإنجليزية)
- يوتا كويكي على موقع قاعدة بيانات كرة القدم.إي يو (الإنجليزية)
- يوتا كويكي على موقع Soccerbase.com (لاعب) (الإنجليزية)
- يوتا كويكي على موقع Soccerway.com (الإنجليزية)
- يوتا كويكي على موقع عالم كرة القدم.نت (الإنجليزية)